# Philip Griesser
Philip Griesser (* 24. Juni 1979 in Düsseldorf) ist ein deutscher Wirtschaftswissenschaftler und seit November 2023 Professor für Tourismusmanagement an der IU Internationalen Hochschule.

## Leben
Nach dem Abitur 1999 am Schiller-Gymnasium in Hameln, studierte er zunächst von 2000 bis 2003 an der Dualen Hochschule Baden-Württemberg Ravensburg Hotel- und Tourismusmanagement, worauf ein Master-Studium des International Tourism Management an der Universität Sevilla folgte.
Von 2005 bis 2009 verbrachte Griesser mehrere Jahre in Wien und arbeitete in dieser Zeit als leitender Key Account Manager bei internationalen Hotelgruppen, den Hilton Hotels, sowie der Rezidor Hotel Group. In den Jahren 2009–2010 war Griesser als Unternehmensberater für touristische Destinationen in Santiago de Chile tätig und hatte zudem einen Lehrauftrag für Marketing an der Universidad Pedro de Valdivia in Santiago de Chile.
Seine Dissertation im Jahr 2013 an der Universität Trier beschäftigte sich mit Lösungsansätzen bezüglich eines Ressourcenmanagement-Modells für Nationalparks in Chile basierend auf den Prinzipien des verantwortungsbewussten Tourismus.
Im Jahr 2013 wurde Griesser als Professor für Hotel- und Tourismusmanagement an die IST-Hochschule für Management in Düsseldorf berufen und war bis 2015 für die Leitung dieses Studiengangs verantwortlich. Von 2015 bis 2019 war Griesser Professor an der SRH Fernhochschule und leitete die Studiengänge des Hotel- und Tourismusmanagement und des Digitalen Sales- und Marketing.
Zum 1. November 2019 wurde Griesser zum Rektor der EHL Swiss School of Tourism and Hospitality berufen. Seit dem Jahr 2022 war er als Professor und Programm Direktor für Transnationale Programme an der IMC University of Applied Sciences tätig und ist dorthin weiterhin als Dozent für internationale Partnerprogramme in Hanoi, Taschkent und Baku im Einsatz. Im November 2024 wurde Griesser zum Professor für Tourismusmanagement an die IU Internationale Hochschule berufen und lehrt dabei schwerpunktmäßig im Dualen Studium an den Standorten der IU Internationale Hochschule in Würzburg, Ulm, München, Stuttgart und Augsburg.
Philip Griesser ist ein Sohn der slowenischen Historikerin Tamara Griesser und des österreichischen Journalisten Hermann A. Griesser.

## Arbeits- und Forschungsschwerpunkte
Die Arbeits- und Forschungsschwerpunkte von Philip Griesser sind im Bereich der Tourismusgeographie und den entsprechenden Nachhaltigkeitsaspekten. Zudem beschäftigt sich Griesser mit der Weiterentwicklung von geographischen Lebensraum-Modellen. Sein besonderes Interesse liegt auf der Bildung von strategischen Kooperationspartnerschaften zwischen Wirtschaft und Forschung und Lehre.